# Micrutalis atrovena
Micrutalis atrovena (лат.) — вид равнокрылых насекомых рода Micrutalis из семейства горбаток (Membracidae). Центральная  Америка: Коста-Рика и Панама. Длина самца 3,8 мм, самки — 4,2 мм. Голова и пронотум гладкие и блестящие, чёрные (с жёлтыми отметинами). Пронотум простой (без боковых и спинных выступов и шипов); задний выступ покрывает передние крылья вплоть до апикальных ячеек. Жилка R 2+3 в передних крыльях представлена только как маргинальная жилка; в задних крыльях жилка R 2+3 редуцирована или отсутствует; развита поперечная жилка r-m. Эдеагус простой, субцилиндрической формы; микрозубчатый дорзоапикально, с угловатым выступом в базальной части